# Сергиевское сельское поселение (Волгоградская область)
Сергие́вское се́льское поселе́ние — муниципальное образование в Даниловском районе Волгоградской области.
Административный центр — станица Сергиевская.

## История
Сергиевское сельское поселение образовано 22 декабря 2004 года в соответствии с Законом Волгоградской области № 1058-ОД.

## Население
| 2010  | 2012  | 2013  | 2014  | 2015  | 2016  | 2017  |
| ----- | ----- | ----- | ----- | ----- | ----- | ----- |
| 1332  | ↘1295 | ↘1248 | ↘1201 | ↘1157 | ↗1163 | ↘1108 |
| 2018  | 2019  | 2020  | 2021  |       |       |       |
| ↘1088 | ↘1079 | ↘1059 | ↘1016 |       |       |       |

## Состав сельского поселения
| № | Населённый пункт | Тип населённого пункта          | Население |
| - | ---------------- | ------------------------------- | --------- |
| 1 | Горин            | хутор                           | 110       |
| 2 | Заполянский      | хутор                           | 170       |
| 3 | Сергиевская      | станица, административный центр | 1052      |